# Belgian Information Center
Le Belgian Information Center est un organe d'information gouvernemental ayant existé pendant la Seconde Guerre mondiale.

## Description

### Création et fonctionnement
Le Belgian Information Center (BIC), organe d’information gouvernemental chargé de mettre en place l’action de propagande aux États-Unis, a été créé à New York le 27 décembre 1940. Sa création répond à la nécessité pour la Belgique de se positionner comme nation incontournable pour les États-Unis qui constituent alors un acteur essentiel dans les affaires internationales. En effet, le gouvernement belge veut influer sur l’opinion publique américaine, gagner la sympathie des américains envers le peuple belge, en espérant ainsi gagner les bonnes grâces du gouvernement. Sa localisation s’explique par le fait que New York est la plus grande ville de la côte ouest, proche de la capitale, et un lieu de passage pour tous ceux qui arrivent d’Europe.
Le BIC relève d’abord du Ministère des affaires étrangères (MAE), puis du Ministère de l’Information (à partir de sa création en octobre 1942 et jusqu’à sa disparition en septembre 1944), puis à nouveau du MAE. Il est dirigé par J.-A. Goris, qui reçoit lui-même ses ordre de G. Theunis, ambassadeur extraordinaire à New York.

### Activités
Le BIC démarre ses activités en mars 1941. Les informations lui parviennent par l’Office Belge d’Information et de Documentation (INBEL) à Londres et sont transmises aux journaux de New York.
En plus de très nombreuses autres publications relayées par les journaux de New York, il publie également la revue hebdomadaire News from Belgium, dont 53.000 exemplaires sont tirés en décembre 1942. Cette revue est gratuite et distribuée à la demande aux États-Unis, au Canada et dans les pays anglophones. Il existe également une traduction espagnole et une édition réduite portugaise de cette revue. Les autres publications du BIC, très nombreuses, s’élèvent à 1 million d’exemplaires par an.
Ses autres activités sont la participation à des expositions et l’organisation de conférences. Il entretient également des contacts étroits avec la presse et la radio américaine et soutient (matériellement et parfois même financièrement) le travail de conférenciers belges qui voyagent dans les universités américaines dans le but de faire parler de la Belgique et du Congo, comme le Père Dossogne, Madame Nolet de Carter, Robert Goffin, André Cauvin, etc.

### Archives
Les archives du Belgian Information Center se trouvent au CegeSoma. Elles comprennent de la correspondance, des interviews, des éditions de la revue News from Belgium, ainsi que des disques des émissions enregistrées à New York pendant la Seconde Guerre mondiale.

## Sources
- GILLET,	F., La	« Mission Cauvin »,	Mémoire en vue de l'obtention du grade de Licenciée	en	Histoire contemporaine, sous la direction de KURGAN, R., Bruxelles,	Université Libre de Bruxelles, 2002-2003.
- TIRRIARD,	G., Robert	Goffin et la propagande belge aux États-Unis durant la Seconde	Guerre mondiale,	Mémoire en vue de l'obtention du grade de Licencié en Histoire,	Liège : Université de Liège, 2000-2001.